# كريس كورتشياني
كريس كورتشياني (بالإنجليزية: Chris Corchiani)‏ مواليد 28 مارس 1968 في كورال غيبلز، هو لاعب كرة سلة أمريكي معتزل. بدأ مسيرته الاحترافية في سنة 1991. تم اختياره من قبل فريق أورلاندو ماجيك خلال الدرافت. يبلغ طوله 6 قدم 0 بوصة (1.8 م). حقق المركز الثاني في بطولة أمم الأمريكتين لكرة السلة 1989. اعتزل اللعب في 2002.

## المسيرة الاحترافية
لعب مع أورلاندو ماجيك في سنة 1992، ثم لعب مع واشنطن ويزاردز في سنة 1993، ثم لعب مع تريفيزو لكرة السلة في الدوري الإيطالي في سنة 1993، ثم لعب مع بوسطن سيلتكس في موسم 1993–1994، ثم لعب مع نادي سانت جوسيب لكرة السلة في الدوري الإسباني في موسم 1996–1997، ثم لعب مع منز سانا 1871 باسكت في موسم 1998–1999.

## الميداليات
| الميدالية | المسابقة                             |
| --------- | ------------------------------------ |
| فضية      | بطولة أمم الأمريكتين لكرة السلة 1989 |

## روابط خارجية
- كريس كورتشياني على موقع الدوري الأوروبي لكرة السلة (الإنجليزية)
- كريس كورتشياني على موقع إن بي أي (الإنجليزية)
- كريس كورتشياني على موقع سبورتس رفرنس (الإنجليزية)
- كريس كورتشياني على موقع الدوري الإسباني لكرة السلة (الإسبانية)
- كريس كورتشياني على موقع كرة السلة الأوروبية.كوم (الإنجليزية)
- كريس كورتشياني على موقع كلية كرة السلة في سبورتس رفرنس.كوم (الإنجليزية)
- كريس كورتشياني على موقع ريلجم (الإنجليزية)
- كريس كورتشياني على موقع بروبوليرز (الإنجليزية)
- كريس كورتشياني على موقع سبورتس رفرنس (الإنجليزية)